# Liste von Terroranschlägen in der Zentralafrikanischen Republik
Die Liste von Terroranschlägen in der Zentralafrikanischen Republik beinhaltet eine Übersicht über in der Zentralafrikanischen Republik geschehene Terroranschläge.

## Erläuterung
In der Spalte Politische Ausrichtung ist die politische bzw. weltanschauliche Einordnung der Täter angegeben: faschistisch, rassistisch, nationalistisch, nationalsozialistisch, sozialistisch, kommunistisch, antiimperialistisch, islamistisch (schiitisch, sunnitisch, deobandisch, salafistisch, wahhabitisch), hinduistisch. Bei vorrangig auf staatliche Unabhängigkeit oder Autonomie zielender Ausrichtung ist autonomistisch vorangestellt, gefolgt von der Region oder der Volksgruppe und ggf. weiteren Merkmalen der Täter: armenisch, irisch (katholisch), kurdisch, tirolisch, tschetschenisch, dagestanisch, punjabisch (sikhistisch), palästinensisch.
Die Opferzahlen der Anschläge werden farbig dargestellt:

## 2009
| Datum/Beginn      | Ort         | Artikel/Quelle(n) | Täter                | Politische Ausrichtung | Mittel                                        | Ziel                                           | Tote   | Verletzte | Hintergrund                                      |
| ----------------- | ----------- | ----------------- | -------------------- | ---------------------- | --------------------------------------------- | ---------------------------------------------- | ------ | --------- | ------------------------------------------------ |
| 06. Juni 2009     | Birao       | [ 1 ]             | vermutlich Kara-Clan |                        | Schusswaffen                                  | Demobilisierungszentrum für ehemalige Rebellen | 5 (+2) | 10        | Bürgerkrieg in der Zentralafrikanischen Republik |
| 18. November 2009 | Haut-Mbomou | [ 2 ]             | vermutlich LRA       | christlich             | Schusswaffen, Macheten, Keulen, Brandstiftung | Dorf                                           | 12     | 0         | LRA-Konflikt                                     |

## 2010
| Datum/Beginn  | Ort    | Artikel/Quelle(n) | Täter          | Politische Ausrichtung | Mittel     | Ziel       | Tote | Verletzte | Hintergrund  |
| ------------- | ------ | ----------------- | -------------- | ---------------------- | ---------- | ---------- | ---- | --------- | ------------ |
| 21. März 2010 | Mbomou | [ 3 ]             | vermutlich LRA | christlich             | Entführung | Zivilisten | 10   | 22        | LRA-Konflikt |

## 2012
| Datum/Beginn   | Ort      | Artikel/Quelle(n) | Täter                            | Politische Ausrichtung | Mittel | Ziel              | Tote | Verletzte | Hintergrund                                      |
| -------------- | -------- | ----------------- | -------------------------------- | ---------------------- | ------ | ----------------- | ---- | --------- | ------------------------------------------------ |
| 24. April 2012 | Am Dafok | [ 4 ]             | vermutlich sudanesische Rebellen |                        |        | Militärstützpunkt | 11   | 11        | Bürgerkrieg in der Zentralafrikanischen Republik |

## 2013
| Datum/Beginn      | Ort           | Artikel/Quelle(n) | Täter       | Politische Ausrichtung | Mittel                             | Ziel           | Tote | Verletzte | Hintergrund                                      |
| ----------------- | ------------- | ----------------- | ----------- | ---------------------- | ---------------------------------- | -------------- | ---- | --------- | ------------------------------------------------ |
| 23. März 2013     | nahe Bangui   | [ 5 ]             |             |                        | Mörser, Panzerfäuste, Sturmgewehre | MISCA-Soldaten | 13   | 27        | Bürgerkrieg in der Zentralafrikanischen Republik |
| 22. April 2013    | Nana-Grébizi  | [ 6 ]             |             |                        | Brandstiftung                      | Dorf           | 20   | 0         | Bürgerkrieg in der Zentralafrikanischen Republik |
| 02. Dezember 2013 | Ombella-Mpoko | [ 7 ]             | Anti-Balaka | christlich             | Schusswaffen, Macheten             | Zivilisten     | 12   | 30        | Bürgerkrieg in der Zentralafrikanischen Republik |
| 05. Dezember 2013 | Bangui        | [ 8 ]             | Anti-Balaka | christlich             | Schusswaffen                       | Moschee        | 54+  |           |                                                  |

## 2014
| Datum/Beginn       | Ort                          | Artikel/Quelle(n) | Täter                      | Politische Ausrichtung | Mittel                                       | Ziel                                     | Tote    | Verletzte | Hintergrund                                      |
| ------------------ | ---------------------------- | ----------------- | -------------------------- | ---------------------- | -------------------------------------------- | ---------------------------------------- | ------- | --------- | ------------------------------------------------ |
| 16. Januar 2014    | Ombella-Mpoko                | [ 9 ]             | Anti-Balaka                | christlich             | Schusswaffen, Macheten, Messer               | Moschee                                  | 43      | 12        | Bürgerkrieg in der Zentralafrikanischen Republik |
| 17. Januar 2014    | Nana-Mambéré                 | [ 10 ]            | Anti-Balaka                | christlich             | Granaten, Maschinengewehre, Macheten, Keulen | Flüchtlingskonvoi                        | 22      | 23        | Bürgerkrieg in der Zentralafrikanischen Republik |
| 24. Januar 2014    | Bangui                       | [ 11 ]            | Anti-Balaka                | christlich             | Schusswaffen                                 | MINUSCA-Soldaten, Muslimische Zivilisten | 9       | 11        | Bürgerkrieg in der Zentralafrikanischen Republik |
| 18. Februar 2014   | Bangui                       | [ 12 ]            | Anti-Balaka                | christlich             | Schusswaffen                                 | MINUSCA-Soldaten, Muslimische Zivilisten | 0 (+11) | 12        | Bürgerkrieg in der Zentralafrikanischen Republik |
| 22. Februar 2014   | Mambéré-Kadéï                | [ 13 ]            | Anti-Balaka                | christlich             | Entführung, Exekution                        | Muslimische Zivilisten                   | 27      |           | Bürgerkrieg in der Zentralafrikanischen Republik |
| 23. Februar 2014   | Mambéré-Kadéï                | [ 14 ]            | Anti-Balaka                | christlich             | Schusswaffen                                 | Muslimische Zivilisten                   | 43      |           | Bürgerkrieg in der Zentralafrikanischen Republik |
| 27. März 2014      | Bangui                       | [ 15 ]            | Séléka                     | muslimisch             | Granaten                                     | Beerdigung                               | 11      | 11        | Bürgerkrieg in der Zentralafrikanischen Republik |
| 06. April 2014     | Ouham-Pendé                  | [ 16 ]            |                            |                        | Schusswaffen, Brandstiftung                  | Dorf                                     | 7       | 21        | Bürgerkrieg in der Zentralafrikanischen Republik |
| 08. April 2014     | Dékoa                        | [ 17 ]            | Anti-Balaka                | christlich             | Schusswaffen                                 | Ex-Séléka-Mitglieder, Zivilisten         | 37      | 10        | Bürgerkrieg in der Zentralafrikanischen Republik |
| 26. April 2014     | Nanga-Boguila                | [ 18 ]            | Séléka                     | muslimisch             | Schusswaffen                                 | Ärzte-ohne-Grenzen-Klinik                | 18      | 12        | Bürgerkrieg in der Zentralafrikanischen Republik |
| 10. Mai 2014       | Nana-Grébizi                 | [ 19 ]            | Séléka                     | muslimisch             | Schusswaffen, Brandstiftung                  | Zivilisten                               | 13      | 0         | Bürgerkrieg in der Zentralafrikanischen Republik |
| 23. Juni 2014      | Ouaka                        | [ 20 ]            | Anti-Balaka                | christlich             | Schusswaffen, Brandstiftung                  | Muslimische Zivilisten                   | 19      |           | Bürgerkrieg in der Zentralafrikanischen Republik |
| 06. Juli 2014      | Paoua                        | [ 21 ]            |                            |                        | Granate                                      | Moschee                                  | 0       | 34        | Bürgerkrieg in der Zentralafrikanischen Republik |
| 07. Juli 2014      | Bambari                      | [ 22 ]            | Séléka                     | muslimisch             | Schusswaffen, Brandstiftung                  | Kathedrale, Flüchtlinge                  | 26      | 10        | Bürgerkrieg in der Zentralafrikanischen Republik |
| 30. Juli 2014      | Ouham                        | [ 23 ]            | vermutlich Anti-Balaka     | christlich             | Schusswaffen                                 | Séléka-Stützpunkt, Zivilisten            | 22      | 24        | Bürgerkrieg in der Zentralafrikanischen Republik |
| 16. September 2014 | Ngaboko                      | [ 24 ]            | Anti-Balaka                | christlich             | Schusswaffen                                 | Fulani-Zivilisten                        | 11      |           | Bürgerkrieg in der Zentralafrikanischen Republik |
| 21. Oktober 2014   | Ouaka                        | [ 25 ] [ 26 ]     | Fulani Extremisten, Séléka | muslimisch             | Schusswaffen, Brandstiftung                  | Dorf                                     | 30      | 24        | Bürgerkrieg in der Zentralafrikanischen Republik |
| 21. Dezember 2014  | Sangha-Mbaéré, Mambéré-Kadéï | [ 27 ] [ 28 ]     | Fulani-Extremisten         |                        | Schusswaffen, Brandstiftung                  | Dörfer                                   | 18      | 24        | Bürgerkrieg in der Zentralafrikanischen Republik |

## 2015
| Datum/Beginn      | Ort         | Artikel/Quelle(n) | Täter                              | Politische Ausrichtung       | Mittel                      | Ziel               | Tote   | Verletzte | Hintergrund                                      |
| ----------------- | ----------- | ----------------- | ---------------------------------- | ---------------------------- | --------------------------- | ------------------ | ------ | --------- | ------------------------------------------------ |
| 09. Februar 2015  | Ouham-Pendé | [ 29 ]            | Fulani-Extremisten                 |                              |                             | Dorf               | 10     | 10        | Bürgerkrieg in der Zentralafrikanischen Republik |
| 08. August 2015   | Bangui      | [ 30 ]            | vermutlich Muslimische Extremisten | islamisch-fundamentalistisch | Schusswaffe(n)              | MINUSCA-Soldaten   | 5 (+1) | 8         |                                                  |
| 25. August 2015   | Ouaka       | [ 31 ]            | Anti-Balaka                        | christlich                   | Schusswaffen                | Zivilisten auf Lkw | 42     |           |                                                  |
| 12. November 2015 | Bambari     | [ 32 ]            | Séléka                             | muslimisch                   | Schusswaffen, Brandstiftung | Flüchtlingslager   | 3      | 31        | Bürgerkrieg in der Zentralafrikanischen Republik |

## 2016
| Datum/Beginn      | Ort          | Artikel/Quelle(n) | Täter  | Politische Ausrichtung | Mittel                                 | Ziel       | Tote     | Verletzte | Hintergrund                                      |
| ----------------- | ------------ | ----------------- | ------ | ---------------------- | -------------------------------------- | ---------- | -------- | --------- | ------------------------------------------------ |
| 12. Oktober 2016  | Nana-Grébizi | [ 33 ]            |        |                        | Schuss- und Stichwaffen, Brandstiftung | Dorf       | 18 (+12) | 57        | Bürgerkrieg in der Zentralafrikanischen Republik |
| 23. November 2016 | Haute-Kotto  | [ 34 ]            | Séléka | muslimisch             | Schusswaffen, Entführung               | Zivilisten | 85       | 76        | Bürgerkrieg in der Zentralafrikanischen Republik |

## 2017
| Datum/Beginn      | Ort          | Artikel/Quelle(n)    | Täter                               | Politische Ausrichtung | Mittel                                          | Ziel                                       | Tote   | Verletzte | Hintergrund                                      |
| ----------------- | ------------ | -------------------- | ----------------------------------- | ---------------------- | ----------------------------------------------- | ------------------------------------------ | ------ | --------- | ------------------------------------------------ |
| 02. Februar 2017  | Ouham-Pendé  | [ 35 ]               | Return, Reclamation, Rehabilitation |                        | Schusswaffen, Brandstiftung                     | Dorf                                       | 20     | 24        | Bürgerkrieg in der Zentralafrikanischen Republik |
| 21. März 2017     | Ouaka        | [ 36 ] [ 37 ] [ 38 ] | Séléka                              | muslimisch             | Schusswaffen                                    | Dörfer                                     | 50+    |           | Bürgerkrieg in der Zentralafrikanischen Republik |
| 08. Mai 2017      | Mbomou       | [ 39 ]               | Anti-Balaka                         | christlich             | Schusswaffen                                    | MINUSCA-Konvoi                             | 5 (+8) | 10        | Bürgerkrieg in der Zentralafrikanischen Republik |
| 08. Mai 2017      | Basse-Kotto  | [ 40 ]               | Séléka                              | muslimisch             | Schusswaffen, Brandstiftung                     | Zivilisten                                 | 133    |           | Bürgerkrieg in der Zentralafrikanischen Republik |
| 13. Mai 2017      | Bangassou    | [ 41 ]               | Anti-Balaka                         | christlich             | Mörser, Granatwerfer, Schusswaffen, Geiselnahme | MINUSCA-Stützpunkt, Muslimische Zivilisten | 108    | 76        | Bürgerkrieg in der Zentralafrikanischen Republik |
| 16. Mai 2017      | Bria         | [ 42 ]               | Séléka                              | muslimisch             | Schusswaffen                                    | Anti-Balaka-Milizionäre                    | 36     | 36        | Bürgerkrieg in der Zentralafrikanischen Republik |
| 20. Juni 2017     | Bria         | [ 43 ]               | Anti-Balaka                         | christlich             | Schusswaffen, Brandstiftung                     | Zivilisten, Milizionäre                    | 100+   |           | Bürgerkrieg in der Zentralafrikanischen Republik |
| 01. Juli 2017     | Kaga-Bandoro | [ 44 ]               |                                     |                        |                                                 | Dorf                                       | 15+    | 0         | Bürgerkrieg in der Zentralafrikanischen Republik |
| 05. August 2017   | Mbomou       | [ 45 ]               | Séléka                              | muslimisch             | Gewehre, Macheten, Pfeil und Bogen              | Krankenhaus, Zivilisten                    | 30     |           | Bürgerkrieg in der Zentralafrikanischen Republik |
| 11. Oktober 2017  | Basse-Kotto  | [ 46 ]               | Anti-Balaka                         | christlich             |                                                 | Moschee                                    | 26+    |           | Bürgerkrieg in der Zentralafrikanischen Republik |
| 18. Oktober 2017  | Basse-Kotto  | [ 47 ]               | Anti-Balaka                         | christlich             | Schusswaffen                                    | Dorf, Milizionäre                          | 26     | 24        | Bürgerkrieg in der Zentralafrikanischen Republik |
| 11. November 2017 | Bangui       | [ 48 ]               | Muslimische Extremisten             | muslimisch             | Granaten                                        | Friedenskonzert                            | 4      | 20        | Bürgerkrieg in der Zentralafrikanischen Republik |

## 2018
| Datum/Beginn      | Ort     | Artikel/Quelle(n) | Täter               | Politische Ausrichtung | Mittel                 | Ziel                                             | Tote | Verletzte | Hintergrund                                      |
| ----------------- | ------- | ----------------- | ------------------- | ---------------------- | ---------------------- | ------------------------------------------------ | ---- | --------- | ------------------------------------------------ |
| 01. Mai 2018      | Bangui  | [ 49 ]            |                     |                        | Granaten, Schusswaffen | Kirche, Moschee, Gesundheitszentrum              | 26   | 170       | Bürgerkrieg in der Zentralafrikanischen Republik |
| 15. November 2018 | Alindao | [ 50 ]            | Anti-Balaka, Séléka | christlich, muslimisch | Schusswaffen           | Muslimische / Christliche Zivilisten, Kathedrale | 60   |           | Bürgerkrieg in der Zentralafrikanischen Republik |

## 2019
| Datum/Beginn    | Ort                          | Artikel/Quelle(n)       | Täter | Politische Ausrichtung | Mittel                    | Ziel                   | Tote | Verletzte | Hintergrund                                      |
| --------------- | ---------------------------- | ----------------------- | ----- | ---------------------- | ------------------------- | ---------------------- | ---- | --------- | ------------------------------------------------ |
| 10. Januar 2019 | Bambari                      | [ 51 ]                  | UPC   |                        | Schusswaffen              | Polizisten, Zivilisten | 10   | 30 (+1)   | Bürgerkrieg in der Zentralafrikanischen Republik |
| 24. Januar 2019 | Ouaka                        | [ 52 ] [ 53 ]           | UPC   |                        | Schusswaffen              | Beerdigung             | 18   | 23        | Bürgerkrieg in der Zentralafrikanischen Republik |
| 04. April 2019  | Zentralafrikanische Republik | Anschlag in Basse-Kotto | UPC   |                        |                           | Dörfer                 | 18   | 40        | Bürgerkrieg in der Zentralafrikanischen Republik |
| 21. Mai 2019    | Ouham-Pendé                  | [ 59 ] [ 60 ] [ 61 ]    | 3R    |                        | Sturmgewehre, Geiselnahme | Dörfer                 | 50+  |           | Bürgerkrieg in der Zentralafrikanischen Republik |

## 2020
| Datum/Beginn  | Ort   | Artikel/Quelle(n) | Täter | Politische Ausrichtung | Mittel       | Ziel                         | Tote | Verletzte | Hintergrund                                      |
| ------------- | ----- | ----------------- | ----- | ---------------------- | ------------ | ---------------------------- | ---- | --------- | ------------------------------------------------ |
| 11. März 2020 | Ndélé | [ 62 ]            | FPRC  |                        |              | MLCJ-Milizionäre, Zivilisten | 40   |           | Bürgerkrieg in der Zentralafrikanischen Republik |
| 11. März 2020 | Ndélé | [ 63 ]            | FPRC  |                        | Schusswaffen | UN-Soldaten, Zivilisten      | 25   | 51        | Bürgerkrieg in der Zentralafrikanischen Republik |

## 2021
| Datum/Beginn     | Ort     | Artikel/Quelle(n) | Täter | Politische Ausrichtung | Mittel                    | Ziel                  | Tote | Verletzte | Hintergrund                                      |
| ---------------- | ------- | ----------------- | ----- | ---------------------- | ------------------------- | --------------------- | ---- | --------- | ------------------------------------------------ |
| 25. Februar 2021 | Bambari | [ 64 ]            |       |                        | Schusswaffen, Sprengstoff | Religiöse Einrichtung | 14   |           | Bürgerkrieg in der Zentralafrikanischen Republik |